# Campeonato Europeo de Biatlón de 2015
El XXII Campeonato Europeo de Biatlón se celebró en la localidad de Otepää (Estonia) entre el 29 de enero y el 3 de febrero de 2015 bajo la organización de la Unión Internacional de Biatlón (IBU) y la Federación Estona de Biatlón.

## Resultados

### Masculino
| Evento                      | Oro                                                                                    | Plata                                                                                   | Bronce |
| --------------------------- | -------------------------------------------------------------------------------------- | --------------------------------------------------------------------------------------- | --- |
| 10 km velocidad (31.01)     | Alexei Slepov · Rusia · 22:38,0                                                        | Lars Helge Birkeland · Noruega · 22:52,5                                                | Antonin Guigonnat Francia 23:15,8                                                                           |
| 20 km individual (29.01)    | Alexei Volkov · Rusia · 53:23,2                                                        | Serhi Semenov · Ucrania · 54:28,8                                                       | Vladimir Iliev Bulgaria 54:54,4                                                                             |
| 12,5 km persecución (01.02) | Alexei Slepov · Rusia · 33:21,0                                                        | Krasimir Anev Bulgaria 34:05,3                                                          | Anton Babikov · Rusia · 34:11,7                                                                             |
| Relevos 4 × 7,5 km (03.02)  | Rusia · Alexei Volkov · Anton Babikov · Alexandr Pechonkin · Alexei Slepov · 1:10:50,9 | Ucrania · Artem Tyshchenko · Serhi Semenov · Artem Pryma · Dmytro Pidruchny · 1:11:05,1 | Noruega · Håvard Bogetveit · Andreas Dahlø Wærnes · Vegard Gjermundshaug · Lars Helge Birkeland · 1:12:02,0 |

### Femenino
| Evento                    | Oro                                                                                            | Plata                                                                                        | Bronce                                                                      |
| ------------------------- | ---------------------------------------------------------------------------------------------- | -------------------------------------------------------------------------------------------- | --------------------------------------------------------------------------- |
| 7,5 km velocidad (31.01)  | Coline Varcin Francia 20:26,4                                                                  | Weronika Nowakowska-Ziemniak · Polonia · 20:36,1                                             | Yekaterina Shumilova · Rusia · 20:36,5                                      |
| 15 km individual (29.01)  | Luminița Pișcoran · Rumania · 51:15,7                                                          | Christina Rieder · Austria · 51:36,3                                                         | Yekaterina Yurlova · Rusia · 52:03,2                                        |
| 10 km persecución (01.02) | Yekaterina Shumilova · Rusia · 33:07,4                                                         | Iryna Varvynets · Ucrania · 33:39,3                                                          | Yekaterina Yurlova · Rusia · 34:01,5                                        |
| Relevos 4 × 6 km (03.02)  | Ucrania · Yuliya Dzhyma · Nataliya Burdyha · Valentyna Semerenko · Iryna Varvynets · 1:09:58,5 | Alemania · Annika Knoll · Tina Bachmann · Maren Hammerschmidt · Karolin Horchler · 1:10:17,1 | Francia Anaïs Chevalier Chloé Chevalier Julia Simon Coline Varcin 1:10:19,9 |

## Medallero
| Núm. | País     | Oro | Plata | Bronce | Total |
| ---- | -------- | --- | ----- | ------ | ----- |
| 1    | Rusia    | 5   | 0     | 4      | 9     |
| 2    | Ucrania  | 1   | 3     | 0      | 4     |
| 3    | Francia  | 1   | 0     | 2      | 3     |
| 4    | Rumania  | 1   | 0     | 0      | 1     |
| 5    | Bulgaria | 0   | 1     | 1      | 2     |
| 5    | Noruega  | 0   | 1     | 1      | 2     |
| 7    | Alemania | 0   | 1     | 0      | 1     |
| 7    | Austria  | 0   | 1     | 0      | 1     |
| 7    | Polonia  | 0   | 1     | 0      | 1     |
|      | TOTAL    | 8   | 8     | 8      | 24    |